# Гудениеки
Гудениеки (латыш. Gudenieki) — населённый пункт в Кулдигском крае Латвии. Административный центр Гудениекской волости. Находится на реке Ужава. Расстояние до города Кулдига составляет около 30 км. По данным на 2017 год, в населённом пункте проживал 141 человек. Есть волостная администрация, дом культуры, библиотека, почтовое отделение, продуктовый магазин, католическая церковь. 

## История
В советское время населённый пункт был центром Гудениекского сельсовета Кулдигского района. В селе располагалась центральная усадьба колхоза «Ленина цельш».